# European Beer Consumers' Union
European Beer Consumers' Union, EBCU (pl. Europejska Unia Konsumentów Piwa) – międzynarodowa federacja zrzeszająca stowarzyszenia konsumentów piwa z krajów Europejskich. Członkiem EBCU jest obecnie 13 państw, a Polskę reprezentuje Bractwo Piwne oraz Polskie Stowarzyszenie Piwowarów Domowych przyjęte dnia 16.10.2021 w poczet członków stowarzyszenia. Unia została założona w 1990 r. w Belgii przez trzy organizacje CAMRA z Wielkiej Brytanii, Objectieve Bierproevers z Belgii i PINT z Holandii.
Unia organizuje cykliczne zjazdy, na których omawia bieżącą działalność oraz określa plany na przyszłość. Dwa razy gospodarzem zjazdów było Bractwo Piwne, które w 2000 r. w Łodzi i w 2005 r. w Krakowie gościło członków EBCU z jej przewodniczącym Terrym Lockiem na czele.

## Zadania i cele
Główne zadania i cele EBCU obejmują trzy działy: konkurencja i szeroki wybór piwa na rynku europejskim, podatki oraz pozycja konsumenta. Do priorytetów organizacji należy m.in.: 
- wspieranie europejskiej kultury piwnej
- wspieranie tradycyjnych gatunków i stylów piwnych
- pielęgnowanie i wspieranie różnorodności piwnej i szerokiej oferty piwa
- dbanie o dobry wizerunek piwa
- reprezentacja interesów konsumentów piwa na płaszczyźnie europejskiej
- stałe kontakty z członkami Parlamentu Europejskiego oraz instytucjami, organizacjami i politykami mającymi wpływ na ustawodawstwo europejskie
- przeciwstawianie się przejęciom i fuzjom browarów prowadzącym do zubożenia konkurencji i zmniejszenia oferty dla konsumentów
- przeciwstawianie się niszczeniu rynku piwa poprzez zdominowanie go przez wielkie browary lub grupy browarnicze
- walka z barierami ograniczającymi różnorodność wyboru piwa
- pielęgnowanie i zachowanie tradycyjnych gatunków piwa
- walka z różnicami podatkowymi w poszczególnych krajach europejskich
- działania na rzecz mniejszego opodatkowania małych browarów
- dbanie o zamieszczanie przez producentów pełnej listy składników
- wspieranie inicjatyw promujących odpowiedzialną konsumpcję piwa

## Organizacje członkowskie
Obecnie członkami należącymi do Europejskiej Unii Konsumentów Piwa jest 17 organizacji z 16 państw. W 2002 r. belgijska organizacja-założyciel EBCU Objectieve Bierproevers została rozwiązana, a jej miejsce zajęło stowarzyszenie Zythos. 
| Państwo         | Organizacja                                           | Rok założenia | Skrót  | Ilość członków |
| --------------- | ----------------------------------------------------- | ------------- | ------ | -------------- |
| Austria         | Bier Interessengemeinschaft                           | 2002          | BierIG | 548            |
| Belgia          | Zythos                                                | 2003          | ZYTHOS | 1955           |
| Czechy          | Sdružení přátel piva                                  | 1990          | SPP    | 1000           |
| Dania           | Danske Ølentusiaster                                  | 1998          | DBE    | 9500           |
| Finlandia       | Olutliitto                                            | 1992          |        | 1990           |
| Francja         | Association Pour l'Union des Biérophiles              |               | ATPUB  |                |
| Niemcy          | German Beer Consumers Union                           | 2019          | GBCU   | 25             |
| Hiszpania       | Asociación de Cerveceros Caseros Españoles            | 2009          | ACCE   | 1070           |
| Holandia        | Vereniging Promotie Informatie Traditioneel Bier PINT | 1980          | PINT   |                |
| Irlandia        | Beoir                                                 | 2010          |        | 400            |
| Norwegia        | Norske Ølvenners Landsforbund                         | 1993          | NORØL  | 954            |
| Polska          | Bractwo Piwne                                         | 1995          | BP     | 217            |
| Polska          | Polskie Stowarzyszenie Piwowarów Domowych             | 2010          | PSPD   | 2000           |
| Szwajcaria      | L'Association des Buveurs d'Orge                      | 1991          | ABO    | 478            |
| Szwecja         | Svenska Ölfrämjandet                                  | 1985          | SÖ     | 1300           |
| Wielka Brytania | Campaign for Real Ale                                 | 1971          | CAMRA  | 108133         |
| Włochy          | Unionbirrai                                           | 1999          |        | 1000           |